# Hygropoda lineata
Hygropoda lineata là một loài nhện trong họ Pisauridae.
Loài này thuộc chi Hygropoda. Hygropoda lineata được Tord Tamerlan Teodor Thorell miêu tả năm 1881.